# Зора Єсенська
Зора Єсенська (словац. Zora Jesenská; *3 травня 1909, Мартін — †21 грудня 1972, Братислава) — словацька перекладачка, редакторка, письменниця, літературний критик. Член товариства словацьких жінок «Жівена» (Živena).

## Біографія
Походила з родини з високим почуттям національної самосвідомості. Племінниця словацького прозаїка, поета і перекладача Янко Єсенського.
Освіту здобула в Мартіні (народна школа і гімназія), а в 1925-1935 навчалася в Академії музики і драми в Братиславі. З 1935 працювала викладачкою гри на фортепіано.
Була одружена зі словацьким письменником, редактором, театральним критиком, перекладачем і драматургом Яном Рознером (1922-2006).
Померла в Братиславі у віці 63 років, похована на Національному кладовищі в Мартіні.

## Діяльність
В 1935 році вступила в жіноче товариство «Жівена», також редагувала журнал «Жівена», була членом Матиці словацької. У 1949-1950 вела семінари в Братиславі, в 1952-1956 знову працювала редакторкою, пізніше стала професійно займатися перекладацькою діяльністю. Публікувалася під псевдонімами «Невідома читачка» і Е. Летрічкова. Брала активну участь в міжнародних письменницьких і журналістських подіях. У 1968 опинилася в числі перших переслідуваних інтелектуалів.
Зора Єсенська займалася насамперед теорією і критикою перекладу. Проявила себе в художньому перекладі французької, англійської (Вільям Шекспір), болгарської та німецької літератури. За свої переклади зі слов'янських мов отримала премію Янко Єсенського, а пізніше і Національну премію за переклад творів «Війна і мир» і «Тихий Дон». У 1967 удостоєна звання заслужена артистка Чехословаччини.

## Пам'ять
У 2015 про Зору Єсенську знято 40-хвилинний документальний фільм «Перша: Зора Єсенська» (словац. Prvá: Zora Jesenská), режисер і сценарист: Роберт Шведа, оператор Мартін Хлпік, режисер монтажу Роберт Каровіч. У фільмі брали участь: словацький режисер Любомир Вайдічка, письменниця і журналістка Агнеш Калинова, акторка і політична діячка Магда Вашаріова, драматург Петер Павлац, прозаїк, драматург і перекладач Ева Маліті-Франева, перекладач Віра Гегерова, перекладачка Марта Лічковах. Фільм презентований на Міжнародному фестивалі словацьких кіноклубів «Фебіофест 2016» (Братислава).